# U 2513
U 2513 war ein deutsches U-Boot der Kriegsmarine vom Typ XXI und wurde am 12. Oktober 1944 in Dienst gestellt. Das U-Boot wurde bis zur Kapitulation am 8. Mai 1945 nicht für Feindfahrten eingesetzt und ging nach dem Zweiten Weltkrieg in den Besitz der United States Navy über.

## Technik
Es gehörte zu den ersten U-Booten des Typs XXI, die mit wesentlich größeren Batterien und stärkeren E-Maschinen ausgerüstet waren. Dadurch war es ein echtes Unterwasserfahrzeug. Die günstige hydrodynamische Form erlaubte ihm eine Unterwassergeschwindigkeit von 16,5 Knoten und eine nahezu geräuschlose Marschfahrt unter Wasser bei 5,5 Knoten.

## Geschichte

### Kriegsmarine und Kapitulation

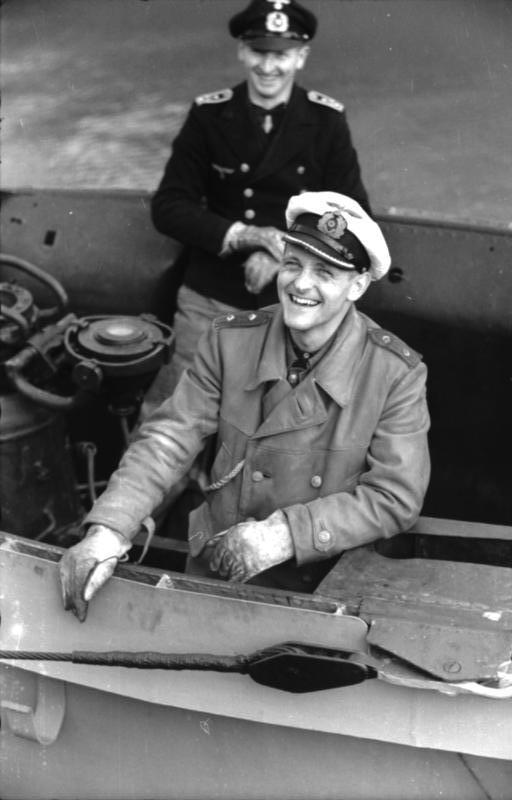
Kapitänleutnant Erich Topp auf U 552 aus dem U-Boot-Bunker auslaufend (Frankreich, März 1942).

Die Kiellegung des U-Boots fand am 19. Juli 1944 bei Blohm & Voss in Hamburg statt. Am 12. Oktober 1944 wurde es mit Kapitänleutnant Hans Bungards in Dienst gestellt. Am 27. April 1945 wurde Bungards durch Fregattenkapitän Erich Topp ersetzt, der das U-Boot allerdings weniger als zwei Wochen kommandierte.
U 2513 ging während des Dienstes für die Kriegsmarine nie auf Feindfahrt. Am 8. Mai 1945 kapitulierte Topp und gab den Befehl an den norwegischen Kapitän Horten ab. Am 20. Mai erreichte U 2513 Oslo und wurde danach nach Lishally in Nordirland gebracht, wo es am 7. Juni ankam. Im August 1945 wurde das U-Boot in die Vereinigten Staaten überführt.

### United States Navy
Ein Jahr nach der Überführung wurde das U-Boot in Charleston in South Carolina überholt, was von August bis September 1946 dauerte. Am 24. September verließ es Charleston mit dem Ziel Key West, Florida. Am nächsten Tag begann das U-Boot seinen Dienst bei der United States Navy, wobei das U-Boot-Design in den folgenden sechs Monaten Einstufungstests durchlief sowie in die Entwicklung von U-Boot-Taktiken der Vereinigten Staaten eingebunden wurde. Auf der Basis der Ergebnisse der Untersuchung von U 2513 und U 3008 wurde das Greater Underwater Propulsion Power Program (Guppy) zur Modernisierung der U-Boot-Flotte begonnen.
Am 21. November 1946 wurde Harry S. Truman durch einen Besuch auf U 2513 der erste amerikanische Präsident, der in einem U-Boot mitfuhr. Das Boot tauchte mit dem Präsidenten 130 m tief, wobei ihm der neue Schnorchel demonstriert wurde.
Am 15. März 1947 verließ U 2513 Key West in Richtung Norden entlang der Küste New Englands und erreichte Portsmouth (New Hampshire) am 22. März. Hier blieb das Schiff bis zum 8. September und startete anschließend für sechs Wochen mehrere Operationen von Portsmouth und New London (Connecticut) unter der Leitung des Kommandanten für Unterseeboote, Atlantikflotte. Es beendete die Operationen am 15. Oktober und legte von New London ab, um nach Key West zurückzukehren. Fünf Tage später nahm sie ihre Tätigkeit in Key West wieder auf und setzte sie bis zum Sommer 1949 fort.
Mitte Juni 1949 verließ U 2513 Key West und fuhr über Norfolk (Virginia) nach Portsmouth, wo es im Juli 1949 aus dem Dienst genommen wurde. Es verblieb in Portsmouth bis August 1951 und wurde dann nach Key West zurückgebracht. Am 2. September 1951 befahl der Chief of Naval Operations die Versenkung des U-Boots während eines Raketentests durch den Zerstörer Robert A. Owens am 7. Oktober 1951. Das Schiffswrack wurde 23 Seemeilen nordöstlich der Dry Tortugas (70 Meilen westlich von Key West) versenkt und liegt etwa 65 m unter Wasser. Es ist erreichbar durch Taucher, wird allerdings aufgrund der Tiefe und der abseitigen Lage nur selten angetaucht. Es liegt auf der Position  24° 52′ 1,5″ N, 83° 18′ 59,4″ W.